# Kachaka
kachaka（カチャカ）はPreferred Robotics社（プリファードロボティクス、所在地東京都千代田区、代表・礒部達）によって開発された家庭用ロボットである。『人の指示で家具を動かすスマートファニチャー・プラットフォーム』をコンセプトとし、2023年5月18日に発売された。

## 製品の内容

### 概要
ロボット本体はルンバ_(掃除機)のような他の家庭向けロボットと同様のサイズであるが、バーコードを用いたドッキング機構を備えており、キャスター付きの対応家具とドッキングすることにより様々な用途に用いることが可能である。
公式サイトで発表されている対応家具には、カチャカシェルフ（家庭向けのデザイン家具として丸みを帯びた形状で、2段と3段のラインナップ）と、カチャカベース（DIY的な利用を企図した四角形のキャスター付き荷台）がある。
また同製品は、法人向けにも販売されている。

### スペック
| 外形寸法 | 外形寸法 | 幅240 mm x 奥行387 mm x 高さ124 mm                                                           |
| 質量     | 質量     | 10.0kg                                                                                       |
| 使用電池 | 使用電池 | 充電式リチウムイオン電池                                                                     |
| 移動速度 | 移動速度 | 最速800 mm/秒（カチャカシェルフ搭載時：500 mm/秒）                                           |
| 通信     | 通信     | Wi-Fi                                                                                        |
| カメラ   | カメラ   | RGBカメラ × 2                                                                                |
| センサー | センサー | - レーザーセンサー（LiDAR）× 1 - 3Dセンサー（ToF）× 1 - 段差センサー× 2、家具認識センサー× 1 |
| 可搬重量 | 可搬重量 | 12-16kg (シェルフに依る)                                                                     |
| サウンド | サウンド | マイク× 4 個、スピーカー× 1 個                                                               |

## 受賞歴
- 東京都ベンチャー技術大賞「特別賞」
- 2023年度グッドデザイン賞
- JIDAデザインミュージアムセレクションVol.25